# Schloss Haag

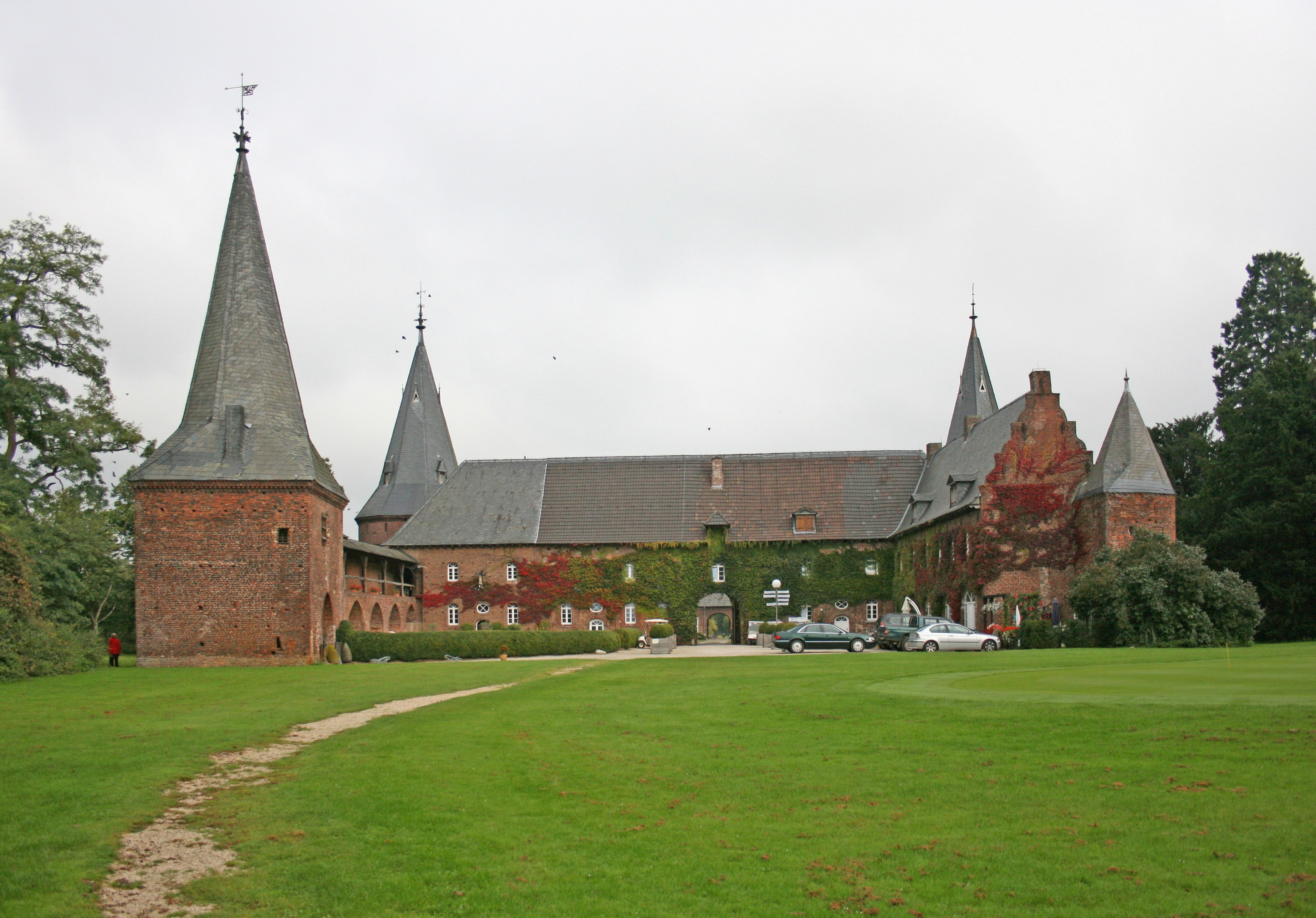
Das Schloss Haag (2009)

Das Schloss Haag steht nördlich der Stadt Geldern im Landkreis Kleve. Sein Name leitet sich von dem altdeutschen Wort haeg ab, das ein Gehölz bezeichnete. Trotz großer Zerstörungen im Zweiten Weltkrieg ist es heute noch als eine einst stark befestigte Burganlage des Spätmittelalters zu erkennen.

## Bewohner und Besitzer
1337 wird erstmals ein Hof in ghen Haege urkundlich erwähnt, der sich zu jener Zeit im Besitz Konrads von Issum befand. 26 Jahre später wird sogar von zwei Höfen gleichen Namens berichtet, die einem Johann von Boedberg gehörten.
Nachdem Haag 1382 an die Grafschaft Geldern gekommen war, gehörte die Anlage als Unterlehen zum Haus Hoenselaer. Zu jener Zeit war der Enkel Johanns, ebenfalls mit Namen Johann, Besitzer auf Haag. Er gehörte zu der einflussreichen, geldrischen Ritterschaft und erwarb im Jahr 1431 das Erbmarschallsamt.
In direkter Erbfolge kam Schloss Haag dann an Adrian, Cornelius, Adria und wieder einen Cornelius von Boedberg.
Als jener Cornelius 1585 unverheiratet starb, trat sein Bruder Arnold die Nachfolge an. Aber auch er starb 1613, ohne männliche Nachkommen zu hinterlassen, und so kam das Schloss an Ulrich, Herr von Hoensbroek, der mit Johanna von Boedberg, der Schwester Arnolds und Cornelius’, verheiratet war.
Ulrichs Sohn Adrian übernahm den Besitz samt dem dazugehörigen Erbmarschallsamt im Jahre 1618. Dessen Sohn, Arnold Adrian, war Gesandter des spanischen Königs Karl II., der ihn 1675 für seine Verdienste in den Rang eines Marquis erhob.
Nach Arnold Adrian folgten weitere elf Generationen der Familie Hoensbroech, die über Schloss Haag geboten. Ende des 18. Jahrhunderts löste es Schloss Hoensbroek als Stammsitz der Familie ab. Es ist auch heute noch im Besitz der Reichsgrafen von und zu Hoensbroech.
Im Laufe seiner langjährigen Geschichte haben die Gebäude schon manch prominenten Besucher erlebt. Friedrich der Große gehörte ebenso dazu wie Kaiser Napoleon Bonaparte, der die Anlage am 12. September 1804 besuchte. 1814 war Zar Alexander I. zu Gast, und 1863 weilte König Wilhelm I. anlässlich der 150-jährigen Zugehörigkeit Gelderns zu Preußen dort.

## Die Gebäude

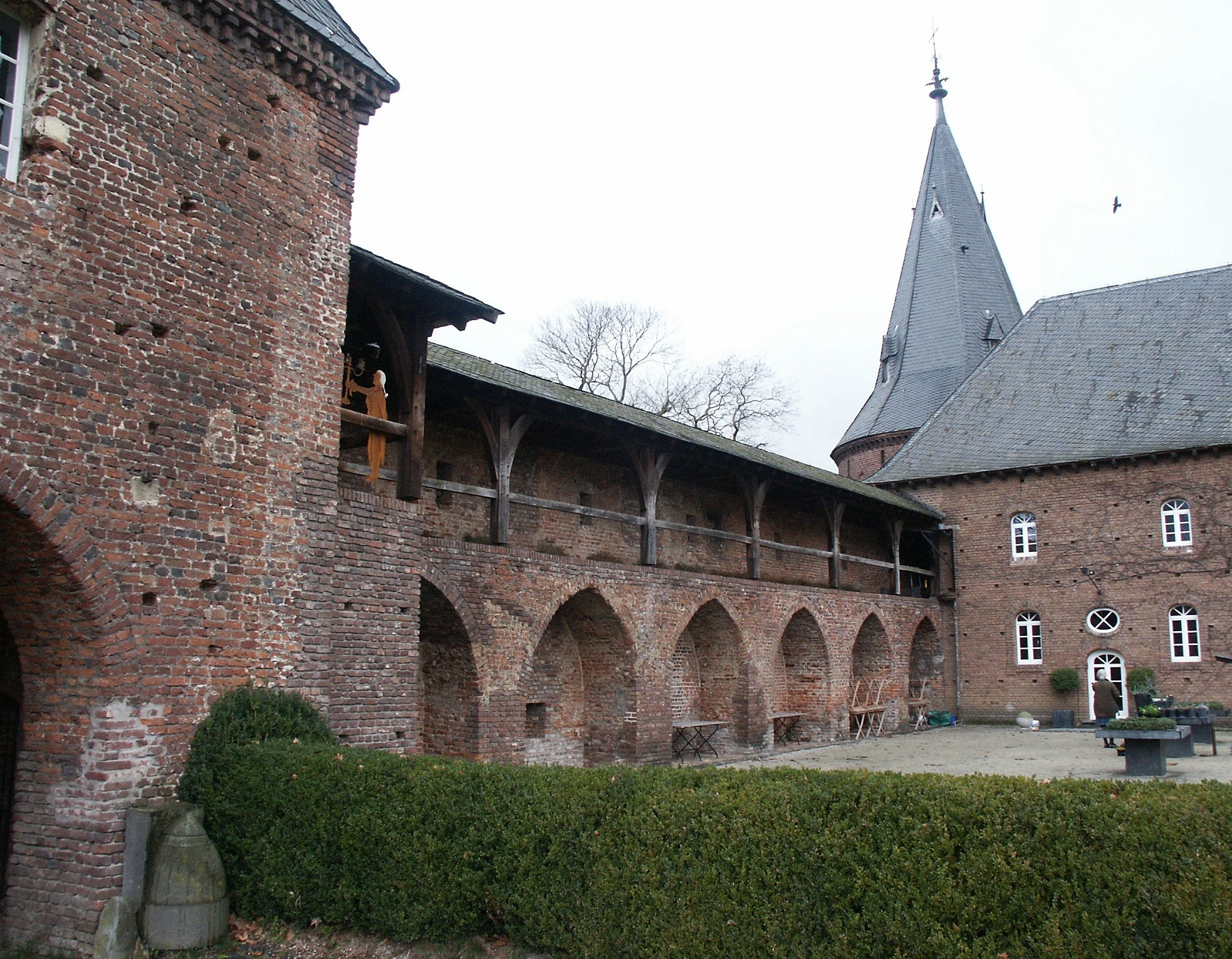
Rekonstruierter Wehrgang an der Westseite (2005)

Im 14. Jahrhundert waren die Höfe von Wäldern und Sümpfen umgeben. Sie wurden von ihren Eigentümern allmählich zu einem wehrhaften Rittersitz ausgebaut. Heute besteht Schloss Haag aus der ehemaligen Vorburg und einem nördlich vorgelagerten Vorhof. Das einstige Herrenhaus ist nicht mehr erhalten.
Während des spanisch-niederländischen Krieges hatte die seinerzeit stark befestigte Anlage unter dort einquartierten Truppen zu leiden, die es 1584 ausplünderten, teilweise abrissen und den Vorhof niederbrannten. Um weitere Besatzungen zu vermeiden, wandte sich der Magistrat der Stadt Geldern auf Bitte des Freiherren Arnold von Boedberg an den Statthalter der habsburgischen Niederlande, Alessandro Farnese, mit der Bitte, die Befestigungsanlagen von Schloss Haag schleifen zu lassen; mit Erfolg, denn die Wälle wurden niedergelegt und Befestigungsmauern abgerissen.
Obwohl das Schloss mit Rotkreuz-Fahnen als Lazarett gekennzeichnet war, beschädigten Bombenangriffe der Alliierten es am 28. Februar 1945 sehr stark. Sein Westflügel und das Herrenhaus samt seiner wertvollen Kunstsammlung wurden vollständig zerstört.
1967 erfolgte an der Westseite eine Rekonstruktion der noch erhaltenen Ringmauer samt Wehrgang und Schießscharten, das Herrenhaus wurde jedoch nicht wieder aufgebaut.
Die parkähnliche Umgebung des Schlosses geht auf Gartenanlagen des 17. und 19. Jahrhunderts zurück.

### Vorburg und Vorhof
Die Vorburg mit ihren runden Ecktürmen und dem quadratischen Torturm im Südwesten stammt in ihrer Grundsubstanz wahrscheinlich aus einer einzigen großen Bauphase in der zweiten Hälfte des 15. Jahrhunderts. Der Torturm war der frühere Eingang zur Burganlage. Über einem spitzbogigen Portal besitzt er einen achtteiligen Knickhelm. Die Außenmauern des West- und Nordflügels weisen im Erdgeschoss und im Dachstuhlbereich spätmittelalterliche Schießscharten auf. Die spitzbogigen Arkaden an den Innenseiten zeugen noch von ihrem ehemaligen Wehrgang.
Der östliche Flügel der Vorburg wurde 1680 im Zuge einer Restaurierung auf alten Fundamenten neu errichtet. Das Nordportal von 1686 ist aus Lütticher Blaustein gefertigt und besitzt einen auf zwei Säulen ruhenden, flachen Giebel im klassizistischen Stil. Er zeigt das Wappen Arnold Adrians von Hoensbroech und seiner dritten Ehefrau Katharina von Bocholtz und war ursprünglich das Eingangsportal des Herrenhauses. 1688 folgte die Errichtung des hufeisenförmigen Vorhofs, der wie die Vorburg aus einem Mitteltrakt und zwei sich rechtwinkelig anschließenden Flügeln besteht.

### Herrenhaus

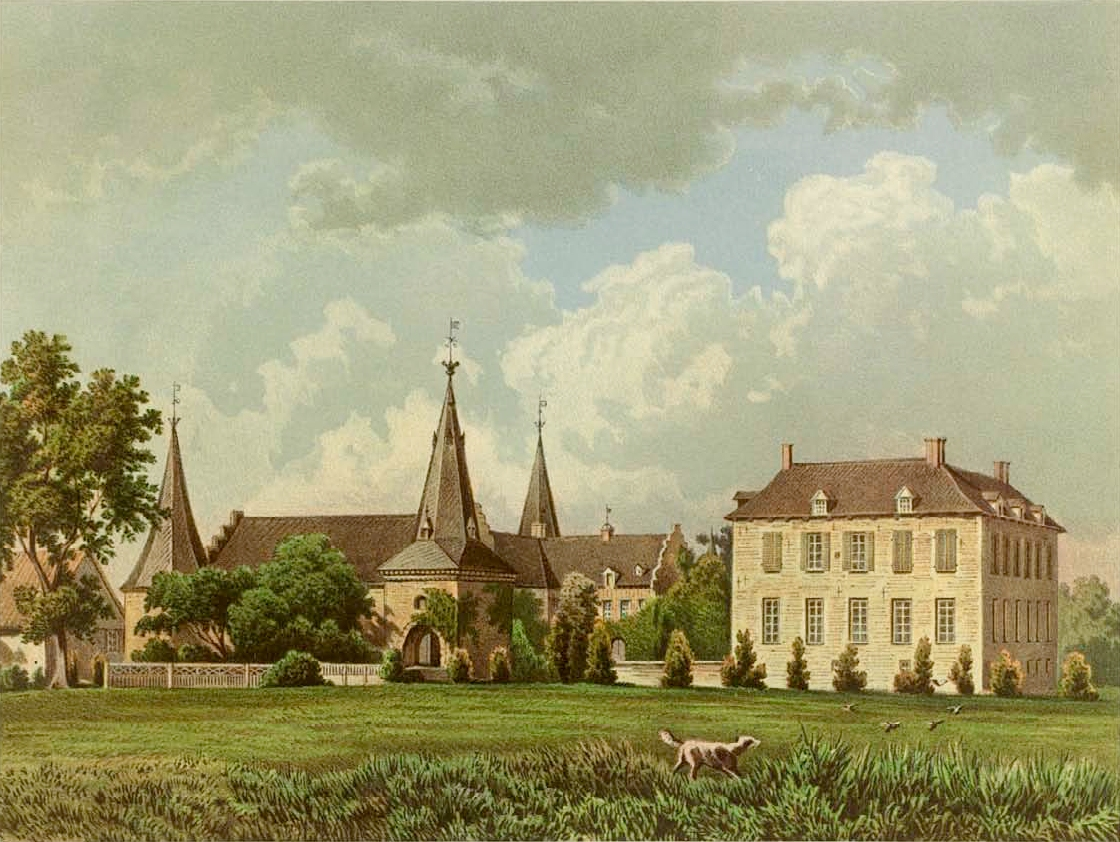
Lithographie des Schlosses von 1857/59, Sammlung Alexander Duncker

Arnold Adrian von Hoensbroech ließ 1662 bis 1664 das alte zweigeschossige Herrenhaus im Stil des Barock großzügig umbauen und damit Schloss Haag zu einem repräsentativen Landsitz umgestalten. Im Zuge dieses Umbaus wurde ein viereckiger Turm an der Südwestseite des Hauses abgebrochen, dessen Pendant an der Südostseite zu jener Zeit bereits nicht mehr vorhanden war. Der hofseitig gelegenen Front wurden zwei Risalite vorgesetzt.
Nachdem Franz Egon von Hoensbroech in den Jahren 1852 bis 1858 bereits eine Renovierung veranlasst hatte, ließ dessen Sohn Wilhelm 1876/77 das Haupthaus unter Leitung des Kölner Baumeisters Vincenz Statz restaurieren und im neugotischen Stil umfassend verändern. Statz stockte es um ein zusätzliches Geschoss auf und ersetzte die alte Auffahrt durch eine Freitreppe. Das alte Hauptportal wurde an seinem heutigen Platz in der Vorburg verbaut und durch ein neues ersetzt, über dem das Allianzwappen Arnold Adrians von Hoensbroech und seiner Ehefrau Dorothea Elisabeth von Cottereau prangte.
Das Innere des Herrenhauses beherbergte unter anderem einen Festsaal, der als Speisezimmer genutzt wurde, und mehrere Prunkgemächer. Noch 1891 waren die Wände des Esssaales mit flandrischen Tapisserien aus einer Antwerpener Manufaktur geschmückt. Ein großer Flur im zweiten Geschoss diente zugleich als Kapelle. Erst 1902 wurde ein eigener, einschiffiger Kapellenbau zwischen Herrenhaus und Vorburg an der Ostseite der Anlage errichtet.

## Heutige Nutzung
Die äußere Vorburg dient der gräflichen Familie heutzutage zu Wohnzwecken und ist demnach privat. In der Vorburg sind ein Restaurant und Büros beheimatet, während das Außengelände als Golfanlage dient.
Der Hof der Vorburg steht Besuchern zur Besichtigung offen.